# Yevguenia Prójorova
Yevguenia «Zhenia» Filippovna Prójorova (en ruso: Евгения Филипповна Прохорова; Známyanka, Imperio ruso, 17 de noviembre de 1912-3 de diciembre de 1942) fue una aviadora soviética que combatió en la Segunda Guerra Mundial, se desempeñó brevemente como comandante interina del 586.º Regimiento de Aviación de Cazas antes de morir en acción en 1942. Su récord de altitud al ganar 3385 metros en el aeródromo de Tula el 26 de junio de 1940 sigue siendo hoy en día un récord mundial.

## Biografía

### Infancia y juventud
Yevguenia Prójorova nació el 17 de noviembre de 1912 en la localidad ucraniana de Známyanka, en la Gobernación de Jersón en esa época parte de Imperio ruso (actualmente en el Óblast de Kirovogrado en Ucrania). Después de graduarse en la escuela primaria en 1932, se mudó a Moscú y en 1934 formó parte de un club de vuelo de la asociación paramilitar OSOAVIAJIM (Unión de Sociedades de Asistencia para la Defensa, la Aviación y la Construcción Química de la URSS). En 1935, se graduó como instructora de vuelo y al año siguiente comenzó a trabajar instruyendo a nuevos pilotos en el club de vuelo del Distrito Stalin de Moscú.
Antes de la guerra, Prójorova participaba a menudo en exhibiciones aéreas como parte de un quinteto de mujeres voladoras, formado por las pilotos Nadezhda Popova, Raisa Beliáeva, Valeria Jomiákova, Glukhovtseva y la propia Prójorova, quien ejercía como comandante del grupo.En 1940, estableció dos récords de vuelo, uno de alcance y otro de altitud en su planeador monoplaza clase D Rot Front-7. Su récord de altitud al ganar 3385 m en el aeródromo de Tula el 26 de junio de 1940 sigue siendo todavía hoy en día un récord mundial. En mayo de 1941, fue nombrada comandante del club de vuelo Kirov en Moscú y se unió a la Academia de la Flota Aérea Civil.

### Segunda Guerra Mundial
En octubre de 1941, poco después de la invasión alemana de la Unión Soviética, Prójorova se ofreció como voluntaria para el servicio de vuelo de primera línea «en cuanto lo solicitaron el partido y el Gobierno» y fue aceptada en el 122.º Grupo de Aviación, una unidad especial formada íntegramente por mujeres, al mando de Marina Raskova. Comenzó a entrenar en la Escuela de Aviación Militar de Engels, allí fue asignada al 586.º Regimiento de Aviación de Cazas, unidad donde solo eran aceptadas las mejores y más competitivas candidatas.
El regimiento recibió modernos aviones Yakovlev Yak-1 a finales de enero de 1942, hasta entonces se habían entrenado con los ya anticuados Polikárpov I-16. Zhenia ya tenía experiencia en el pilotaje de los aparatos diseñados por Aleksandr Yákolev, ya que en 1935 había participado en el vuelo de prueba de este aparato entre Leningrado y Moscú.
A finales de febrero de 1942, asignaron al regimiento a la comandante Tamara Kazárinova. Las voluntarias asignadas al regimiento esperaban que fuera Yevguenia Prójorova, quien en general era muy querida por sus colegas, la que finalmente se convirtiera en comandante del regimiento: pero Prójorova no era miembro del Partido Comunista y tenía poca experiencia militar previa, razón por la que Kazarinova fue finalmente la elegida. En un primer momento, las integrantes del regimiento tuvieron una grata impresión de su nueva comandante, así la aviadora Nina Ivákina escribió en su diario «Es una mujer amable e inteligente, a todas luces una comandante de férreas convicciones que nos va a enseñar sin lugar a dudas a trabajar en vez de jugar a los soldados».
El 7 de marzo de 1942, Raskova anunció al regimiento que habían sido destinadas a la defensa aérea de Moscú. El regimiento, sin embargo, no abandonó Engels hasta el 9 de abril de 1942, aunque en su camino a Moscú tuvieron que hacer escala en el aeródromo de Razbóishchina, para sustituir los esquíes del tren de aterrizaje. Debido a la imposibilidad de conseguir nuevas ruedas se vieron atrapadas en el campo de aviación cuyas instalaciones dejaban mucho que desear. Tal como recordó posteriormente una de las pilotos: la pista de aterrizaje era «un lago de aceite y combustible en cuya orilla se oxidaban vehículos abandonados. Había mierda por todas partes, y del techo del comedor caía directamente sobre los platos toda clase de sustancias inefables».
Después de varias semanas de inactividad en tan deprimente lugar, las integrantes del regimiento recibieron por fin la orden de ponerse en marcha, aunque en este caso su destino no sería Moscú sino Sarátov, a pesar de que la ciudad contaba con importante instalaciones militares e industriales lo cierto es que se encontraba lejos del frente y hasta entonces no había sufrido ningún bombardero por parte de la aviación alemana. Partieron hacia su nuevo destino el 14 de mayo. Allí permanecieron estacionadas en el aeropuerto de Anísovka, durante este periodo surgió una gran antipatía hacia la comandante del regimiento Tamara Kazárinova, de ella se quejaban, principalmente, que no se ponía a los mandos de su avión y que las trataba con gran severidad. Muchas consideraban que su forzosa inactividad se debía a los manejos de su comandante que consideraba que todavía «no estaban listas».

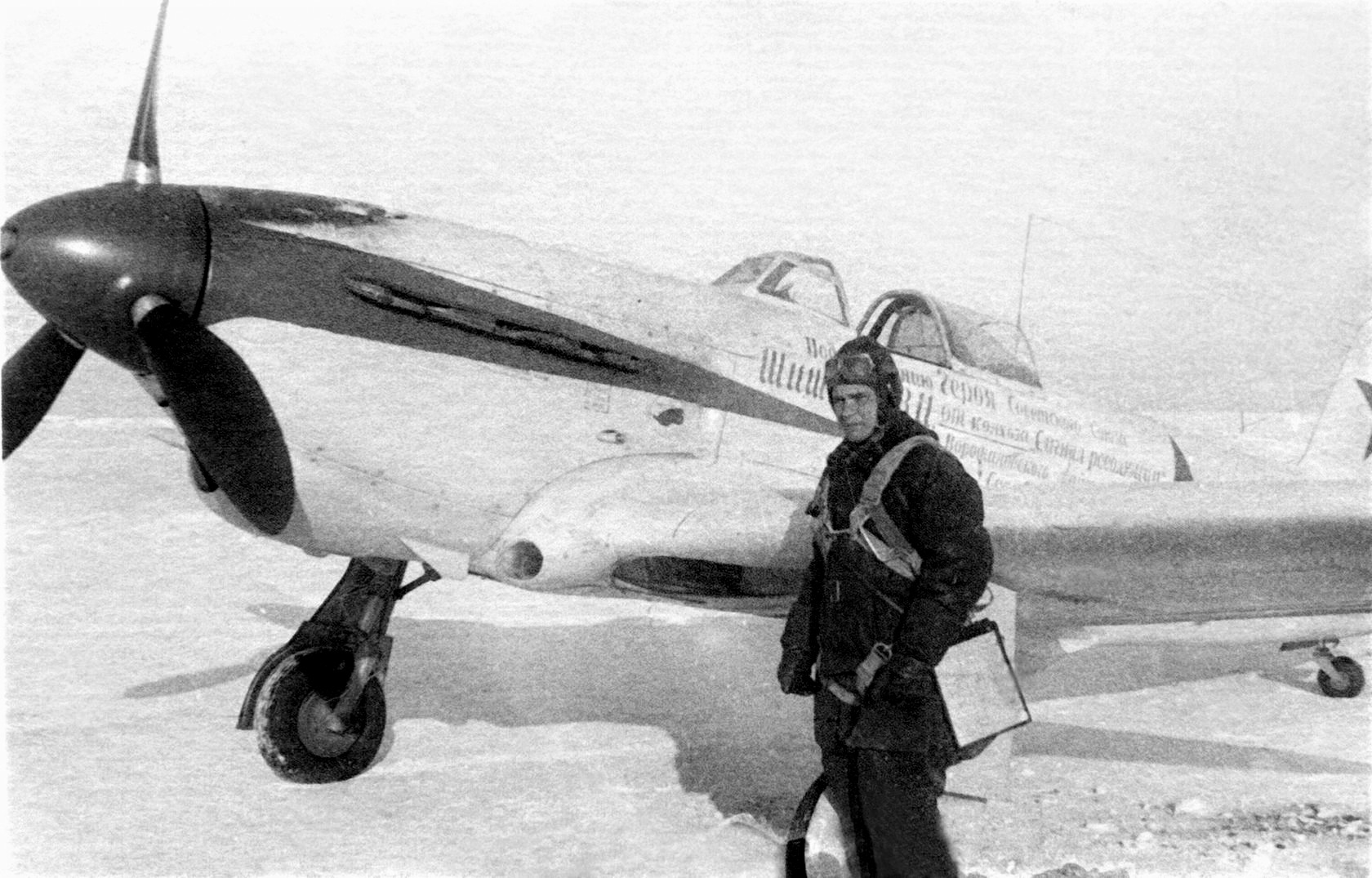
un Yakovlev Yak-1 similar al que pilotó Yevguenia Prójorova durante la guerra

A principios de septiembre de 1942, el 8.º Ejército Aéreo, que combatía en la batalla de Stalingrado, solo tenía, en condiciones de combate algo más de 97 aparatos, muchos de los cuales eran modelos I-15 o I-16 ya obsoletos, razón por la cual su comandante, el teniente general Timoféi Jriukin, solicitó que se le asignaran todos los aviones Yakovlev Yak-1 que hubiera disponibles en ese momento. Es por eso, que el 1.er escuadrón del 586.º Regimiento de Aviación de Cazas, que tenía ocho nuevos cazas Jak-1, fue transferido al frente de Stalingrado. Sus nuevas órdenes establecían que debían combatir a los aviones de reconocimiento enemigos. Sin embargo, muchas pilotos consideraban que había sido su comandante Kazárinova la que había solicitado el traslado al general Alexander Osipenko, para deshacerse de algunas de las pilotos más críticas con ella. Aleksandr Grídnev, quien algunos meses más tarde la sustituiría al mando del regimiento, escribió en sus memorias que Kazárinova se lo había pedido a Osipenko, con quien tenía una relación de amistad. Zhenia Prójorova como comandante del 2.º escuadrón debió de quedarse atrás con lo que perdió su última oportunidad de partir hacia el frente.
La madrugada del 24 de septiembre de 1942, los puestos de observación aérea soviéticos habían dado una alerta debido a la presencia de un grupo de bombarderos alemanes Junkers Ju 88 que se dirigían a bombardear las instalaciones militares soviéticas en los alrededores de Sarátov. Inmediatamente el 586.º Regimiento de Aviación de Cazas envió a su 2.º escuadrón, al mando de Zhenia Projórova con su compañera de ala Valeria Jomiákova, a interceptarlos. En la batalla aérea que tuvo lugar Jomiakova derribó un Ju-88 con lo que se convirtió en la primera mujer en derribar un aparato alemán, por su acción fue condecorada con la Orden de la Bandera Roja y premiada económicamente. Falleció poco después en un accidente aéreo durante una salida al perder el control de su avión por falta de visibilidad.
El 3 de diciembre de 1942, Yevguenia Prójorova murió en una misión de escolta, mientras volaba en condiciones de escasa visibilidad debido a la niebla, Chocó con su avión contra la cima de una colina cuando intentaba aterrizar después de regresar de una misión de entrenamiento.